# Sadówka (wieś)
Sadówka – wieś w Polsce położona w województwie łódzkim, w powiecie zgierskim, w gminie Stryków.
W latach 1975–1998 miejscowość administracyjnie należała do ówczesnego województwa łódzkiego.
Wierni Kościola Katolickiego należą do parafii św. Szczepana w Koźlu.
12 lub 13 września wkraczający do wsi żołnierze Wehrmachtu dokonali zbrodni na ludności cywilnej. Zamordowali kilkanaście osób (18 ofiar zostało zidentyfikowanych).
Zobacz też: Sadowo